# 東勢文昌廟
24°15′01″N 120°50′01″E / 24.250349°N 120.833482°E
東勢文昌廟，是位於臺灣臺中市東勢區泰昌里的文昌廟，同治二年（1863年）建，祭祀圈為石岡、東勢、新社及和平區。

## 沿革

### 早期歷史

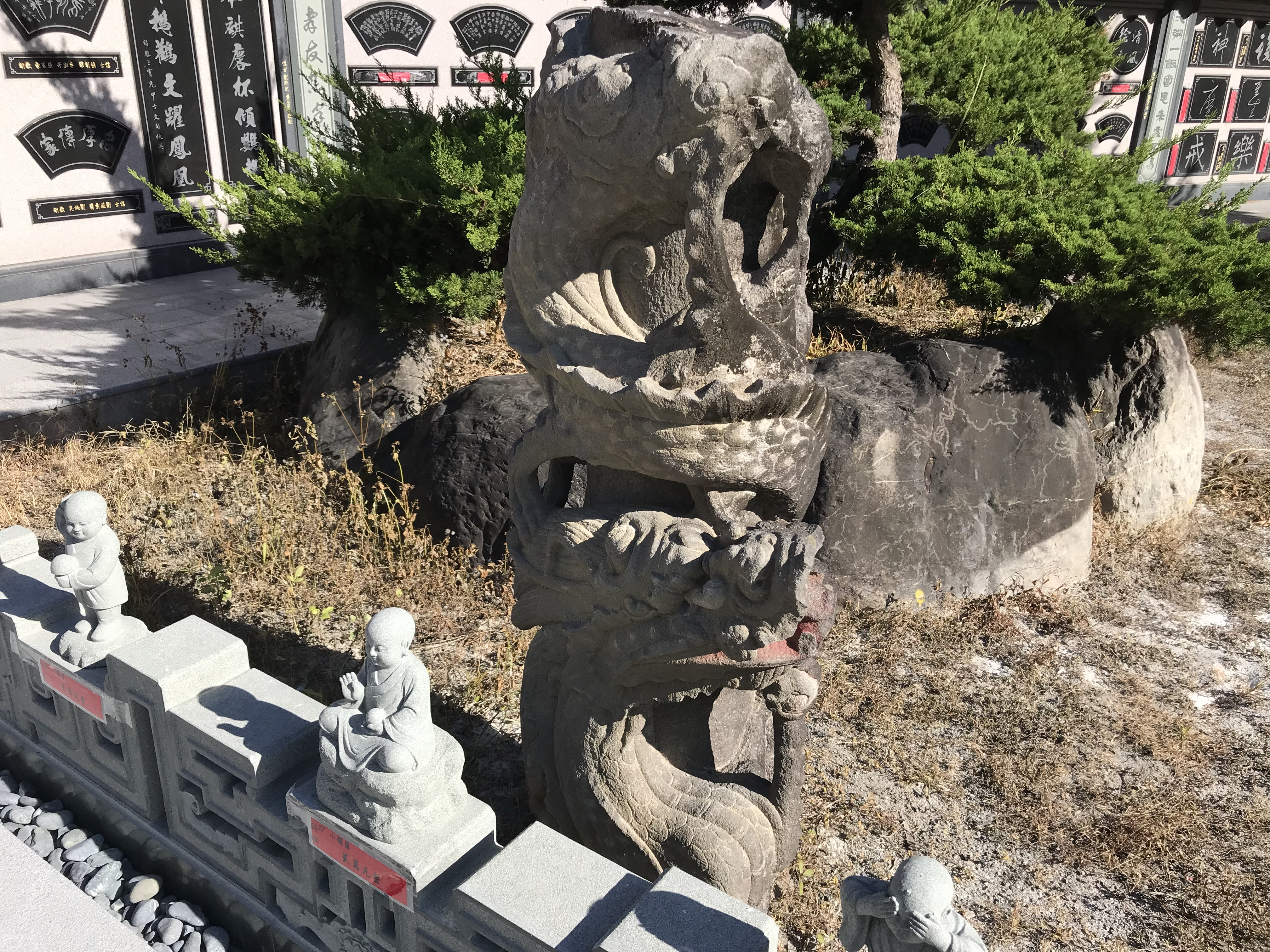
舊廟龍柱

東勢文昌廟的香火是由大埔縣人王懷盛遷移到臺灣時所攜帶的孔子、文昌帝君、韓愈、朱熹神位。嘉慶年間，由貢生田利見等人在鯉魚伯公廟附近先建立私墊。同治二年（1863年），由八個姓氏民眾建祠。
1927年因水患，士紳提供900坪土地遷建於泰昌里現址。東勢發展的重心，也因水患從鯉魚伯公廟附近曾移向文昌廟一帶。日治時期，日本政府會鼓勵同屬於東勢郡的石岡、東勢、新社及和平區居民來此祭祀。孔子誕辰日時，東勢郡守會親率武生、文生殺牛祭祀。戰後時期，東勢鎮長會當主祭官、議員為陪祭官。
後來發生管理委員會分裂成「文昌廟」與「文昌祠」兩個，導致糾紛不斷。1994年，法院判決由建祠八大姓後代朱坤才、張泰勝組成的文昌祠祭祀公益文教管理委員會，取得產權。

### 地震重建
鎮民代表劉坤兆說，九二一地震時東勢文昌廟夷為平地，連帶造成廟旁廂房一家三口罹難。廟的神像、古物暫放在文建會保存。屬於祭祀圈的石岡、東勢、新社及和平四區信徒，認為其他區會主動修復，無人主動願意出面帶領重建。2001年12月26日，地方人士成立重建委員會，推選鎮民代表會主席劉坤兆擔任主任委員。到2004年時，此廟因人事和附近弱勢戶問題，已是東勢中唯一還沒重建的廟宇。
管理委員會主委許煥禎眼見遙遙無期，找來前縣長陳庚金出任重建委員會主委後，才邁出重建第一步。2006年11月1日，再度組成重建委員會，推選時任東勢鎮農會理事長吳武雄為主委、前台中縣長陳庚金為榮譽主委，決定原址重建，並展開募款。重建面積有3000多坪，新建物以台中孔廟作參考。最大特色就是設置「博士匾」，「進士匾」，分別做為石岡、東勢、新社及和平居民有博士學歷、或公務人員高等考試及格者留名。
2009年1月10日動土時，新台幣7500萬工程費僅募集1000多萬元。2010年7月3日，陳庚金舉行上梁典禮，縣長黃仲生、東勢鎮長葉玉錦都前往參與。2011年9月23日舉行入火儀式時，兩側廂房、圍牆和牌樓因缺2000萬元而還沒有完工。

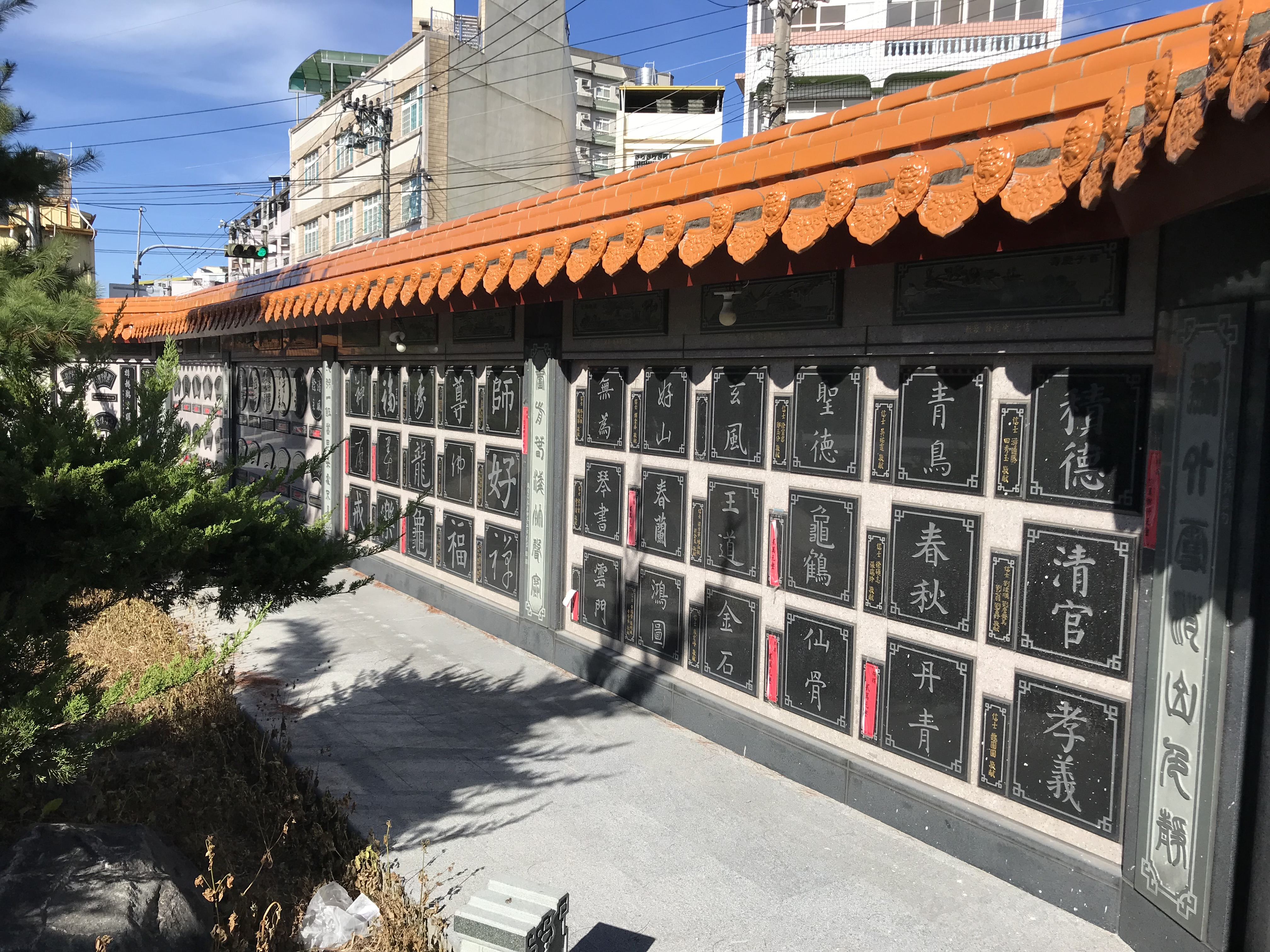
壁堵

在地震前，會有大學社團來此拓印。重建時，重建委員會商請台中縣書法協會理事徐菊英，集刻百多幅歷代和現代書法名帖作壁堵，以便進行拓碑教學。但有幅中國大陸製的文天祥青斗石浮雕刻成「名」族英雄，遭以大埔話「打狗冇」嘲笑是不會讀書的小孩。